# Mount Penn
Mount Penn es un borough del condado de Berks, Pensilvania, Estados Unidos. Tiene una población estimada, a mediados de 2023, de 3235 habitantes.

## Geografía
Está ubicado en las coordenadas 40°19′43″N 75°53′23″O / 40.32861, -75.88972 (40.328644, -75.88976).

## Demografía
Según la estimación 2019-2023 de la Oficina del Censo, los ingresos medios de los hogares son de $61,544 y los ingresos medios de las familias son de $75,231. Alrededor del 12.9% de la población está por debajo de la línea de pobreza.